# ماري ميلر (مغنية)
ماري ميلر (بالإنجليزية: Marie Miller)‏ هي مغنية وعازفة قيثارة أمريكية، ولدت في 9 أبريل 1989 في دالاس في الولايات المتحدة.

## وصلات خارجية
- الموقع الرسمي
- ماري ميلر على موقع ميوزك برينز (الإنجليزية)